# 로키 호러 쇼

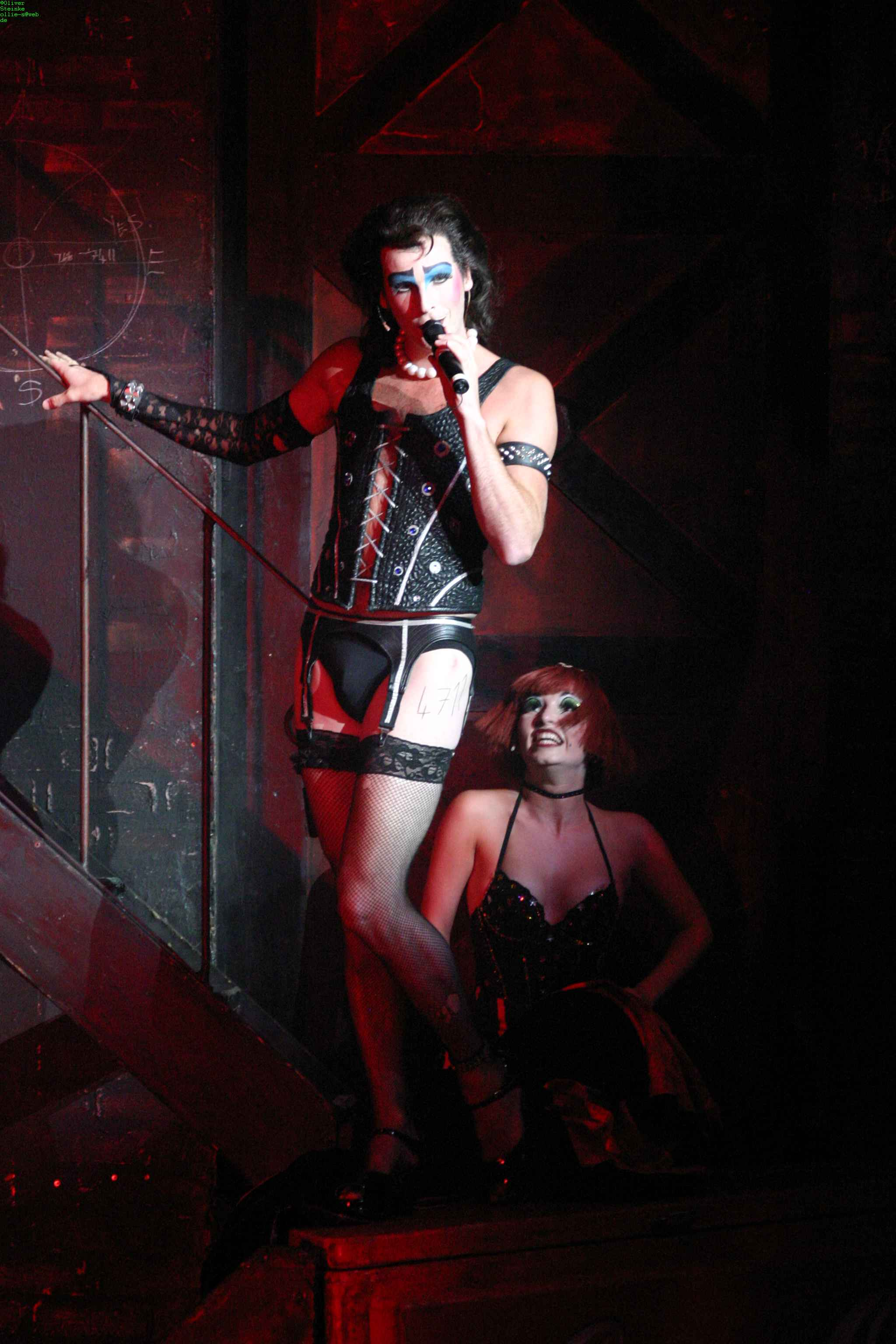

로키 호러 쇼(The Rocky Horror Show)는 리처드 오브라이언이 대본을 쓴 뮤지컬 작품이다. 1975년 영화화되어 《록키 호러 픽쳐 쇼》라는 이름으로 공개되었다.

## 등장 인물
- 프랑큰 퍼터
- 자넷
- 브래드
- 마젠타
- 리프라프
- 콜롬비아

## 시즌별 캐스팅 정보
| 시즌 | 프랑큰 퍼터                 | 자넷                   | 브래드               | 마젠타             | 리프라프             | 콜롬비아      |
| ---- | --------------------------- | ---------------------- | -------------------- | ------------------ | -------------------- | ------------- |
| 2019 | 송용진 조형균 김찬호        | 최서연 이예은 이지수   | 양지원 진태화 임준혁 | 임진아 유리아 여은 | 임강성 송유택 최민우 | 이윤하 전예지 |
| 2018 | 마이클 리 송용진 조형균     | 간미연 최수진 이지수   | 백형훈 진태화 임준혁 | 리사 최현선 이하나 | 고훈정 김찬호 하경   | 송유택 전예지 |
| 2017 | 마이클 리 송용진 조형균     | 최수진 이봄소리 이지수 | 박영수 백형훈 고은성 | 김영주 서문탁 리사 | 김찬호 고훈정        | 전예지        |
| 2008 | 홍록기 송용진 김태한 강태을 | 안유진 김봄            | 고세원 에녹          | 이영미 고명석      | 이혁 김신의          |               |